# Inna Korobkina
Inna Korobkina (Magadan, 23 de febrero de 1981) es una actriz rusa.
Nacida en Magadan, Korobkina se mudó a Canadá en 1991. En sus años de adolescente trabajó como Modelo y estudió diseño de moda en la Ryerson University. Korobkina es conocida por su aparición en el remake en 2004 de la película Dawn of the Dead (El amanecer de los muertos en España). También ha aparecido en algunas series de TV como Beautiful People, Angela's Eyes o The Newsroom y con papeles pequeños en películas como How to Deal y The Ladies Man. en el 2010 se casó con Steve Valentine. y tienen una hija.

## Filmografía
- The Ladies Man (2000) .... La chica de Hef
- How to Deal (2003) .... Auxiliar de vuelo (no aparece en los créditos)
- 1-800-Missing (1 episodio, "Ties That Bind", 2003) .... Nadia Fedorova
- Dawn of the Dead (2004) .... Luda
- Surviving the Dawn (2004) (V) .... Ella misma (también material de archivo)
- Attack of the Living Dead (2004) (V) .... Ella misma (también material de archivo)
- The Newsroom (1 episodio, "The British Accent", 2004) .... Vendedora
- Riding the Bus with My Sister (2005) (TV) .... Modelo/Novia
- Lovebites (episodios desconocidos, 2006) .... Chica extranjera
- Beautiful People (1 episodio, "Das Boots", 2006) .... Chloe
- Angela's Eyes (2 episodios, "Lyin' Eyes" y "The Camera's Eye", 2006) .... Chameleon
- Across the River to Motor City (1 episodio, "Treat Her Right", 2007) .... Isobel
- The Border (1 episodio, "Compromising Positions", 2008) .... Svetlana Karpova
- Driven to Kill (2009) .... Catherine Goldstein
- Let the Game Begin (2010) .... Dama de honor
- Transformers: Dark of the Moon (2011) ... Chica rusa
- Clean Me (2013) ... Julia Markham
- Sonic the Hedgehog 3 (2024) ... Cosplayer de Jill Valentine